# دختر زیبای کرد
دختر زیبای کرد یا دختر کرد یک نقاشی رنگ روغن اثر عباس کاتوزیان است. این نقاشی که در سال ۱۳۶۸ ترسیم شده‌است، یکی از آثار بسیار معروف این نقاش به شمار می‌آید. طرح این نقاشی، بارها برای بافت تابلوفرش‌ها استفاده شده و در منزل بسیاری از مردم ایران و کردستان وارد شده‌است.